# Pinhas Rosen
Pinhas Rosen (hébreu : פנחס רוזן, né Felix Rosenblüth, 1er mai 1887 - 3 mai 1978) est un homme politique et homme d’État israélien, premier ministre de la Justice du pays, et ayant occupé ce poste trois fois entre 1948 et 1951, entre 1952 et 1956 et entre 1958 et 1961. Il est aussi leader des Libéraux indépendants durant les années 1960.

## Biographie
Pinhas Rosen est né à Berlin en Allemagne. Il étudie le droit en université à Fribourg et Berlin, et est diplômé en 1908, puis travaille pour l'armée allemande lors de la Première Guerre mondiale. Toujours actif dans les cercles sionistes, Pinhas Rosen est président de la Fédération sioniste d'Allemagne de 1920 à 1923, et émigre finalement en Palestine mandataire en 1926, où il exerce comme avocat et aide à créer l'Association des Immigrants d'Europe centrale.

### Carrière politique
En 1942, Pinhas Rosen crée le Parti de la nouvelle alya, et est élu sur sa liste à l'Asefat ha-nivharim en 1944. En 1948, il est parmi les signataires de la Déclaration d'indépendance de l'État d'Israël, qu'il aide à rédiger.
Le parti de la nouvelle alyah devient le Parti progressiste, et Pinhas Rosen est élu comme représentant à la Knesset lors des élections législatives de 1949. Le parti se joint au Mapaï de David Ben Gourion afin de former une coalition de gouvernement, et Pinhas Rosen devient le premier ministre de la Justice d'Israël, poste auquel il apporte une réputation forte de probité et d'intelligence.
Il conserve son siège et son portefeuille ministériel lors des élections législatives de 1951, de 1955 et de 1959. Peu après les élections de 1959, son parti fusionne avec les Sionistes généraux afin de former le Parti libéral.
Le nouveau parti est le troisième en importance lors des élections de 1961, mais n'est pas intégré à la coalition gouvernementale, Pinhas Rosen perdant ainsi son poste ministériel. Afin de consolider une opposition à l'hégémonie de Mapaï sur la politique israélienne, le Parti libéral fusionne avec le Hérout afin de former le Gahal. Pinhas Rosen, cependant, est mécontent de cette union, et conduit une scission avec sept représentants à la Knesset du parti afin de former les Libéraux indépendants. Il est élu pour la 6e session de la Knesset, mais démissionne le 23 décembre 1968, et se retire de la vie politique. Ce départ est salué par un quotidien comme « la fin de l’aristocratie » et dans un autre par une caricature dont la légende est : « Un autre miracle de Hanoucca ! Un représentant à la Knesset démissionne en raison de son âge ».
Pinhas Rosen est un ami de longue date de David Ben Gourion, qui met fin à cette amitié après l'affaire Lavon, une opération de sabotage israélienne en Égypte avortée, dans laquelle Pinhas Rosen soutient Pinhas Lavon qui est accusé (probablement à tort) d'avoir conçu cette opération.
À sa mort, Pinhas Rosen a des obsèques nationales.

### Vie familiale
Pinhas Rosen est marié trois fois. La première fois à Annie Lesser, avec qui il a deux enfants, Hans et Dina, qui s'établissent avec leur mère à Londres en 1933 et à qui Pinhas Rosen rend visite régulièrement jusqu'à la fin de sa vie. En 1935, il épouse Hadassah Calvari avec qui il a une fille, Rivka, qui meurt à l'âge de sept ans en 1942, et Hadassah meurt en 1945 d'un cancer. En 1950, il épouse Johana Rosenfeld qui meurt également avant lui. Ses deuxième et troisième femmes lui apportent quatre beaux-fils.

## Distinction
Pinhas Rosen est lauréat du prix Israël en 1973 pour la jurisprudence.